# Torvald Tu
Torvald Tu (ur. 22 lutego 1893 – zm. 15 stycznia 1955) – norweski poeta, prozaik i dramaturg.
Urodził się w Klepp w gminie Jæren niedaleko Stavanger. Debiutował w 1914 r. sztuką Storbrekkmyri. Jego dorobek literacki obejmuje 56 książek i jest bardzo zróżnicowany – od sztuk teatralnych i słuchowisk poprzez teksty musicali, lirykę, powieści i opowiadania po humoreski poświęcone życiu mieszkańców regionu. Torvald Tu pisał w odmianie nynorsk, jednej z dwóch urzędowych wersji języka norweskiego. Swój najszerzej obecnie znany utwór, słowa do pieśni Sjå Jæren, gamle Jæren będącej nieoficjalnym hymnem regionu napisał w miejscowym dialekcie. Muzykę do utworu skomponował Trygve Johannes Stangeland (1898-1969), życiowy partner Tu.
Książki pisarza przełożono na kilkanaście języków, głównie skandynawskich.